# グレートヘルム

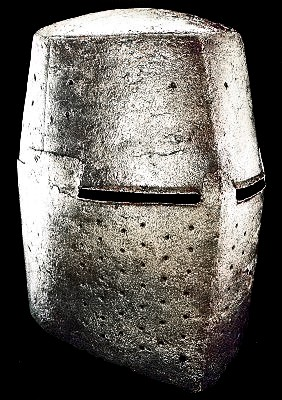
グレートヘルム

グレートヘルムまたはヘルム（英: Great helm, Helm、仏: Heaume）は、十字軍の活動を背景とした12世紀後半に生まれ、14世紀までヨーロッパで使用された兜である。日本語においては「大兜」などとも訳される。

## 概要
最も単純な形のグレートヘルムは、視界と通気のための小さな穴を開けた、頭部を完全に覆うことのできる、頂部が平面の鋼の円筒であった。やがて、これが発達するにつれて、剣を滑らせるために表面を曲げたデザインになっていった。十字軍によって広く使用されたため、「十字軍の兜 crusader helmets」と呼ばれることもあり、またほとんどのヨーロッパの軍隊の騎士や重装歩兵によっても用いられた。グレートヘルムは、それまでの兜よりも優れた防御性能を持っていたが、視界の悪さだけはどうしようもならなかった。やがて、視界を妨げないように、面部を開閉できるよう蝶番式の面頬の付けられたバシネットにその座を取って代わられた（戦闘中の場合バイザーは下ろすので視界の悪さは同じである。開閉システムは戦闘以外の時に便利である）。
14世紀になるとグレートヘルムの下にバシネットをかぶる事があった。

## 装飾

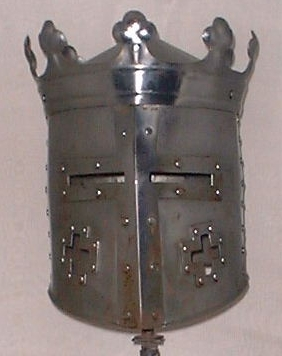
装飾を施された兜

その後の兜の大多数がそうであったように、グレートヘルムにも装飾が施されていた。その特徴は、
- 通気のための装飾（十字架や紋章)
- 鉄面の装飾（縦・横の「十字架」型)
- 王冠や羽毛、金属の羽根などの取り外し可能な装飾（ゲルマンの騎士たちの兜に見受けられる)

などである。